# کارناوال برزیل

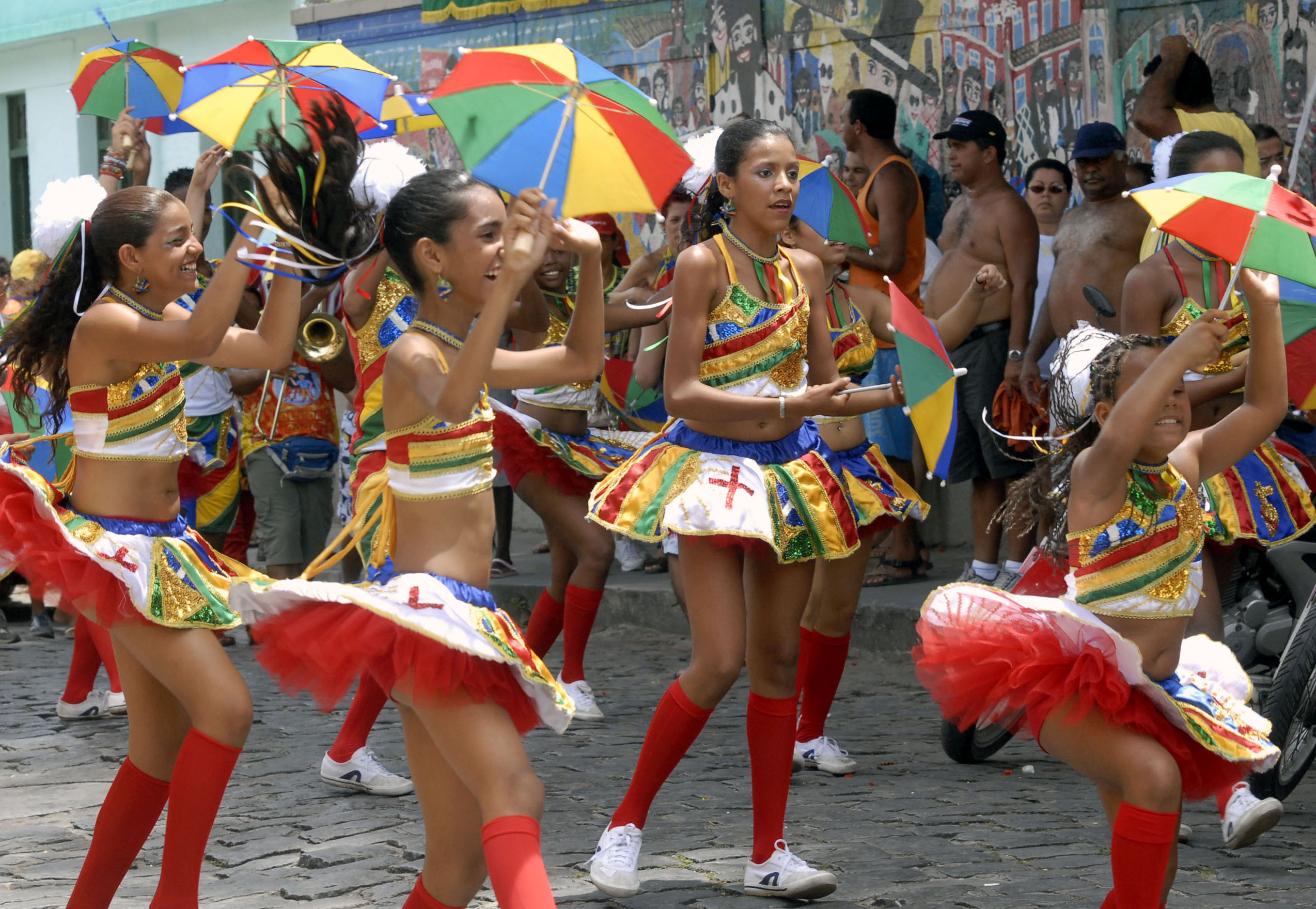

کارناوال برزیل نوعی کارناوال است و یکی از بزرگ‌ترین جشن‌های ملی و مهمترین رویداد فرهنگی در کشور برزیل است که در ماه فوریه هر سال در این کشور برگزار می‌شود. دراصل تعداد زیادی از مردم کارناوال را یکی از بزرگ‌ترین جشن‌های جهان می‌دانند. جشن کارناوال برزیل یک جشن ملی برزیلی است که به مدت 70روز در شهرهای برزیل برگزار می‌شود. بر اساس نظرات کاتولیک این جشن برای خداحافظی با تمام بدهی‌ها و ناپاکی‌ها است. در این روزها گروه‌های مختلف که از پیش خود را برای برنامه جشن و به ویژه رقص معروف سامبا آماده کرده‌اند در دسته‌های مختلف در مرکز شهر و خیابان‌ها به راه می‌افتند و برنامه‌های نمایشی خود را انجام می‌دهند. این جشن از سال ۱۶۴۱ در این شهر مرسوم بوده است.